# Colangite ascendente
Colangite ascendente é uma colangite causada por uma infecção bacteriana. O termo colangite, por si só, refere-se a uma infecção do trato biliar. 

## Sintomas
Os sintomas clínicos da colangite ascendente são dor, icterícia e febre (tríade de Charcot). Além disso, a presença de hipotensão e confusão mental (pêntade de Reynold) é sugestiva de septicemia grave. A clínica típica é presente somente em 50% dos casos.

### Tríade de Charcot
A Colangite Aguda é uma doença grave que cursa com três sinais conhecidos como tríade de Charcot.
- Icterícia
- Dor abdominal
- Febre com calafrios

### Pêntade de Reynolds
A colangite torna-se mais grave quando aparece a pêntade de Reynolds, que é a tríade de Charcot mais: 
- Confusão mental
- Choque séptico com hipotensão arterial

A pêntade de Reynolds sugere grande gravidade e necessidade de descompressão do colédoco com urgência. Esta descompressão pode ser feita por cirurgia ou por endoscopia. O uso de antibióticos de largo espectro deve ser iniciado precocemente. A colangite se desenvolve por infecção ascendente, isto é, as bactérias vão do intestino para as vias biliares.
op

### Icterícia
Manifestação provocada pela estase das vias biliares devido a obstrução do fluxo por impactação de cálculo ou outra causa. Dessa forma, ocorre um fluxo retrógado de bile das vias biliares em direção ao sangue, causando o acúmulo de bilirrubina no sangue e deixando o paciente com um aspecto amarelado, ictérico.

### Dor Abdominal
Com a obstrução do fluxo biliar, ocorre um aumento da pressão e, consequentemente, dilatação das vias biliares e da vesícula. Por esse motivo o paciente irá referir dor abdominal no hipocôndrio direito. Essa manifestação pode estar relacionada com a ingestão de alimentos, principalmente os gordurosos, uma vez que a função da bile é emulsificar as gorduras, formando micelas que facilitam a digestão. Após as refeições, a vesícula e as vias biliares comprimem-se a fim de liberar a bile armazenada, intensificando a dor.

### Febre
Com a colestase provocada pela obstrução, o fluxo das vias biliares diminui e fica mais propício à proliferação de microorganismos. As bactérias que se reproduzirem nesse local podem vir a produzir mediadores inflamatórios que desencadeiam a febre.

## Causa
Resulta da estase biliar devido à obstrução crônica, geralmente por coledocolitíase. Isto facilita uma infecção bacteriana.
Os organismos infectantes são geralmente bacilos gram-negativos (eg, E. coli, Klebsiella, Pseudomonas e Enterococcus).

## Diagnóstico

### Amostra de sangue
Anaeróbios podem ser cultivados em 15% dos casos. Os exames laboratoriais demonstram colestase, níveis variáveis de transaminases, leucocitose e culturas sanguíneas positivas.

### Ultrassom
Os achados no exame por ultrassom são os mesmos para a coledocolitíase.

## Prognóstico
A colangite ascendente pode ser fatal se não for tratada.